# Championnats du monde de tir 1907
Navigation
Édition précédente Édition suivante
Les championnats du monde de tir 1907, onzième édition des championnats du monde de tir, ont eu lieu à Zurich, en Suisse, en 1907.